# Cassopolis (Michigan)
Cassopolis település az Amerikai Egyesült Államok Michigan államában, Cass megyében, melynek megyeszékhelye is. Lakosainak száma 1712 fő (2020. április 1.).

## Népesség
A település népességének változása:

| 2010 | 1 774 |
| 2020 | 1 712 |